# Ixiolirion
Genre
Classification phylogénétique
Ixiolirion est un genre de plantes de la famille des  Amaryllidaceae, ou des Ixioliriaceae selon la classification phylogénétique.

## Gallery

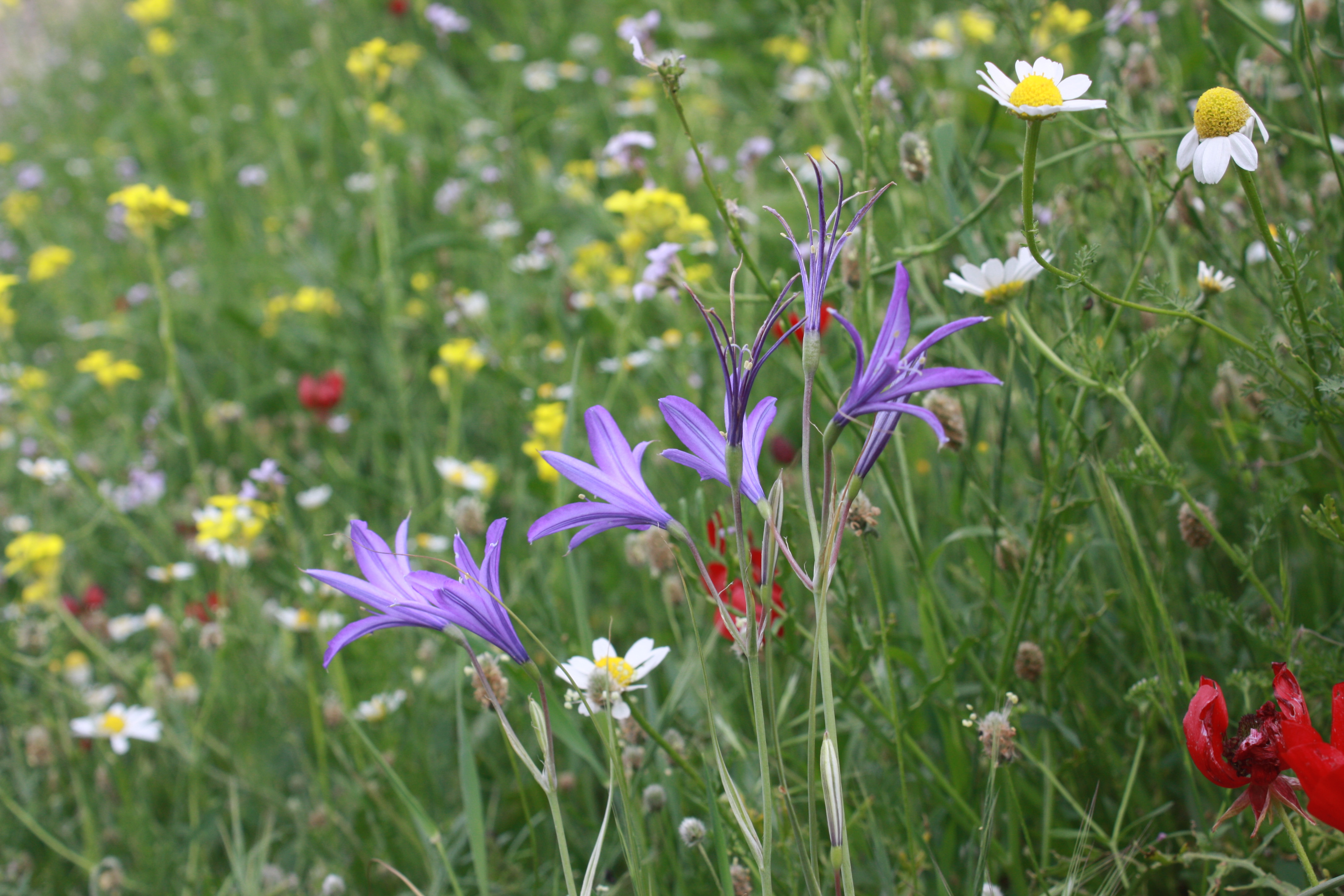
Ixiolirion tataricum in Behbahan, Iran
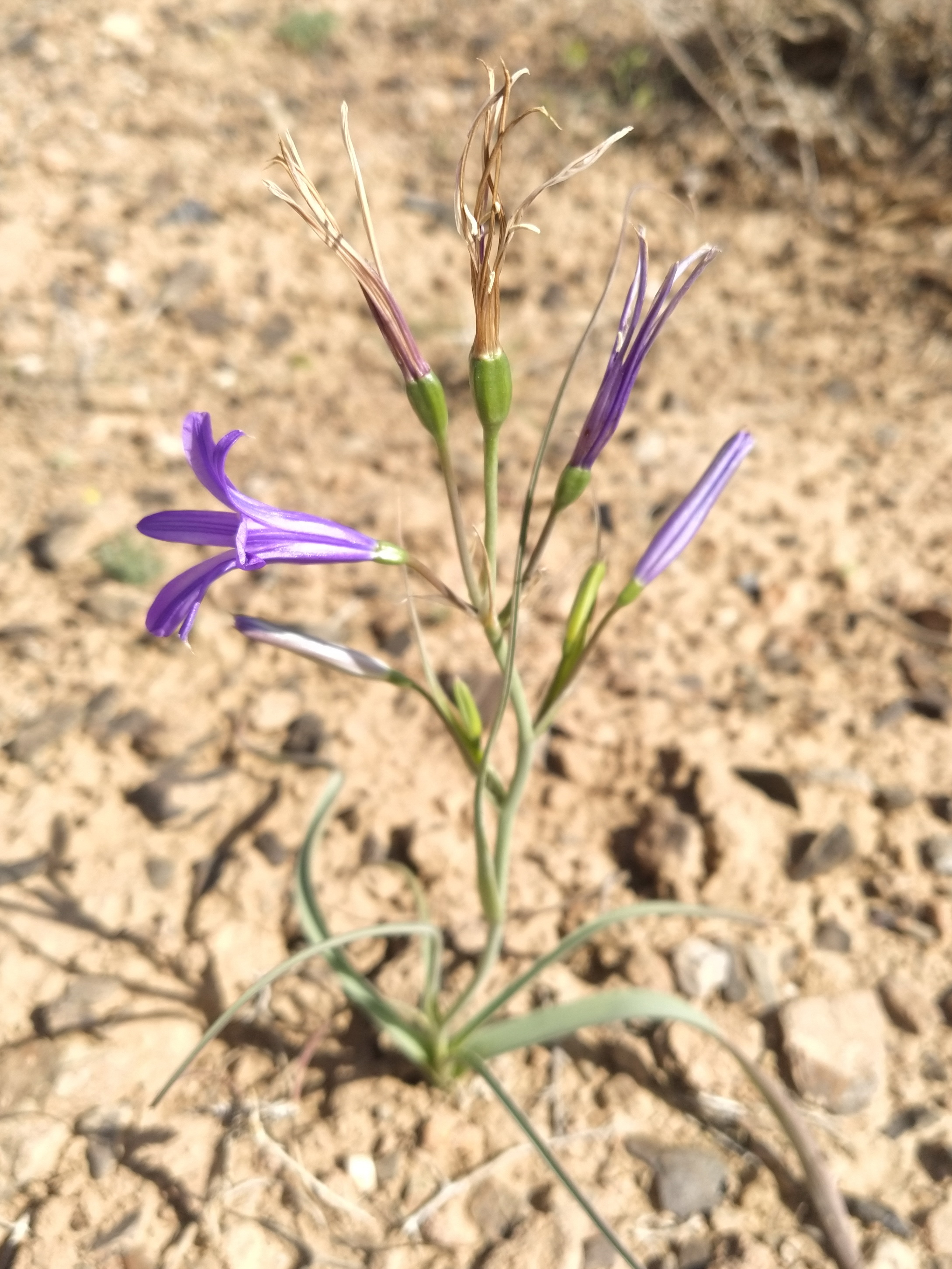
Ixiolirion Tataricum in Deserts of Isfahan, Iran
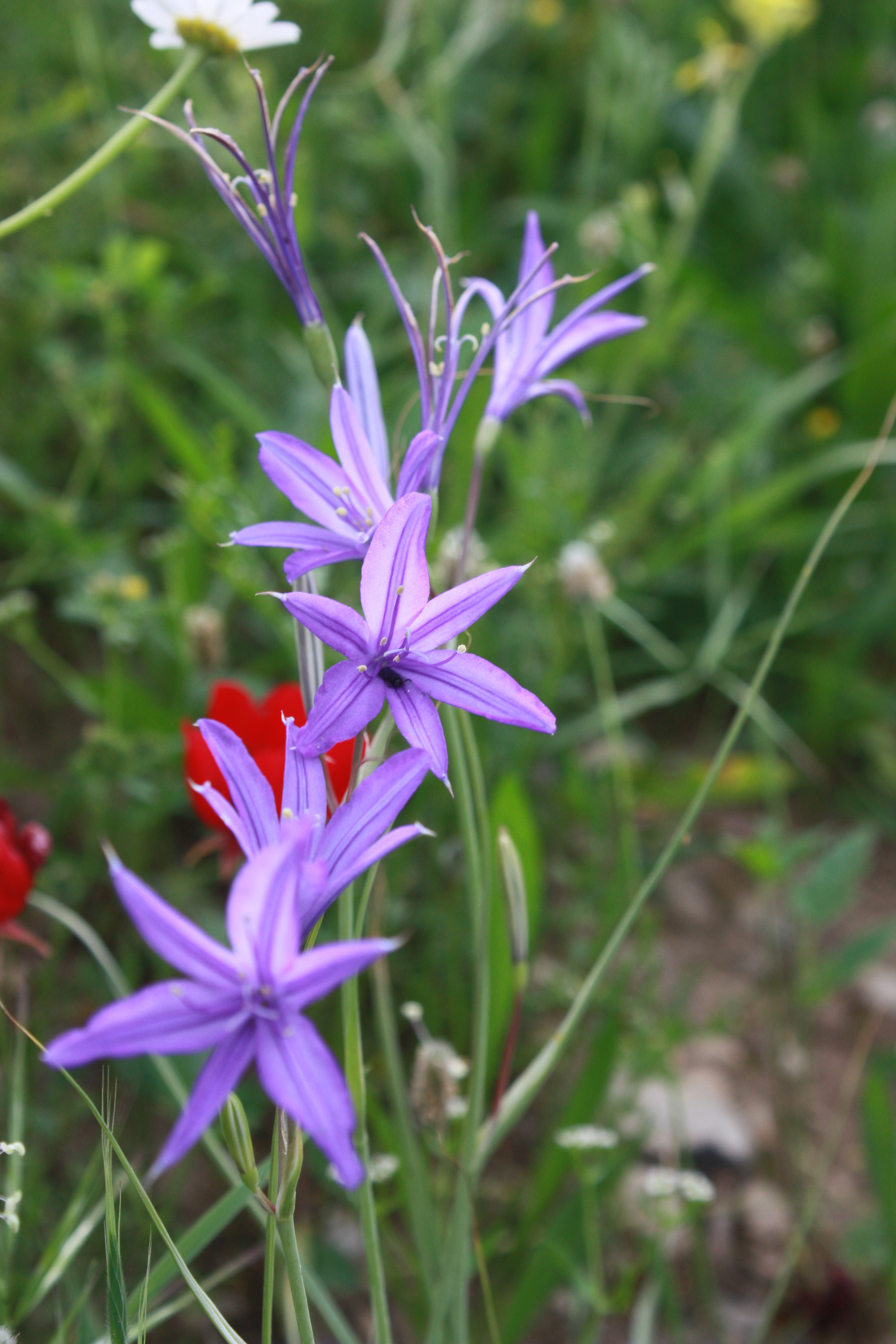
Ixiolirion tataricum in Behbahan, Iran

## Liste d'espèces
- Ixiolirion karateginum Lipsky
- Ixiolirion songaricum P.Yan
- Ixiolirion tataricum (Pall.) Herb.